# Platystethus spiculus
Platystethus spiculus är en skalbaggsart som beskrevs av Wilhelm Ferdinand Erichson 1840. Platystethus spiculus ingår i släktet Platystethus och familjen kortvingar. Inga underarter finns listade i Catalogue of Life.